# Jampa Losang Panglung
Panglung Rinpoche Jampa Losang, meist Jampa Losang Panglung oder kurz Jampa Panglung (* 26. September 1939 in Batang (Bathang), Sichuan; † 19. August 2022) aus der tibetischen Kulturregion Kham war ein hoher Geistlicher der Gelug-Schule des tibetischen Buddhismus. Er war ein namhafter Gelehrter und lebte seit 1960 in Deutschland.
Jampa Losang Panglung ist der 4. Panglung Rinpoche, d. h. der vierte Vertreter einer der wichtigsten Inkarnationsreihen des Klosters Ganden Sumtseling, des größten Klosters der Gelugpa in der südwestchinesischen Provinz Yunnan. Das Kloster liegt in Shangri-La, dem früheren Zhongdian (tib. rgyal thang), einem überwiegend von Tibetern und Naxi bewohnten Kreis im Nordwesten Yunnans.
Nach eigenen Aussagen soll er im Alter von vier oder fünf Jahren als „wiedergeborener Lama“ des 3. Panglung Rinpoche Lobsang Jamphel (1867–1938) ermittelt worden sein. Im Alter von sieben Jahren ging er ins Kloster. Er wurde vom Sangbum Rinpoche ordiniert. Mit neun Jahren ging er ins Sera-Kloster in Lhasa, im Alter von achtzehn Jahren (1958) erwarb er dort den akademischen Grad eines Geshe Lharamapa, den höchsten der Gelugpa. In der Zeit der Unruhen in Tibet ging er im gleichen Jahr (1958) ins Exil nach Indien, 1960 weiter nach Deutschland. In München wurde von der damaligen Kommission für Zentralasiatische Studien (jetzt Kommission für zentral- und ostasiatische Studien) der Bayerischen Akademie der Wissenschaften eingeladen, an der Kompilation des Wörterbuchs der tibetischen Schriftsprache mitzuarbeiten.
1972 erwarb er an der Universität München den Magister-Abschluss und promovierte 1979 ebendort über die Erzählstoffe des Mūlasarvāstivāda-Vinaya, analysiert auf Grund der tibetischen Übersetzung. Einen seiner Arbeitsschwerpunkte bildet die Mitarbeit an dem genannten Wörterbuch für die alte tibetische Schriftsprache und buddhistische Literatur mit über 150.000 Einträgen.

## Werke
- Die Erzählstoffe des Mūlasarvāstivāda-Vinaya, analysiert auf Grund der tibetischen Übersetzung. Tokyo : Reiyukai Library, 1981 (Studia philologica Buddhica : Monograph series ; 3)
- Studia Tibetica. Quellen und Studien zur tibetischen Lexikographie. München: Kommission für zentralasiatische Studien, Bayerische Akademie der Wissenschaften. Band II: Helga Uebach / Jampa L. Panglung, eds.: Tibetan Studies. Proceedings of the 4th Seminar of the International Association for Tibetan Studies, Schloss Hohenkammer-Munich 1985. 1988, ISBN 3-7696-1001-6.

## Video
- br-online.de: Religion, Kunst und Mythos; Auftritt in einer Inszenierung des BR als kritischer Zeitzeuge (Seite nicht mehr abrufbar, festgestellt im Juli 2018. Suche in Webarchiven) [13]